# Paulicianisme

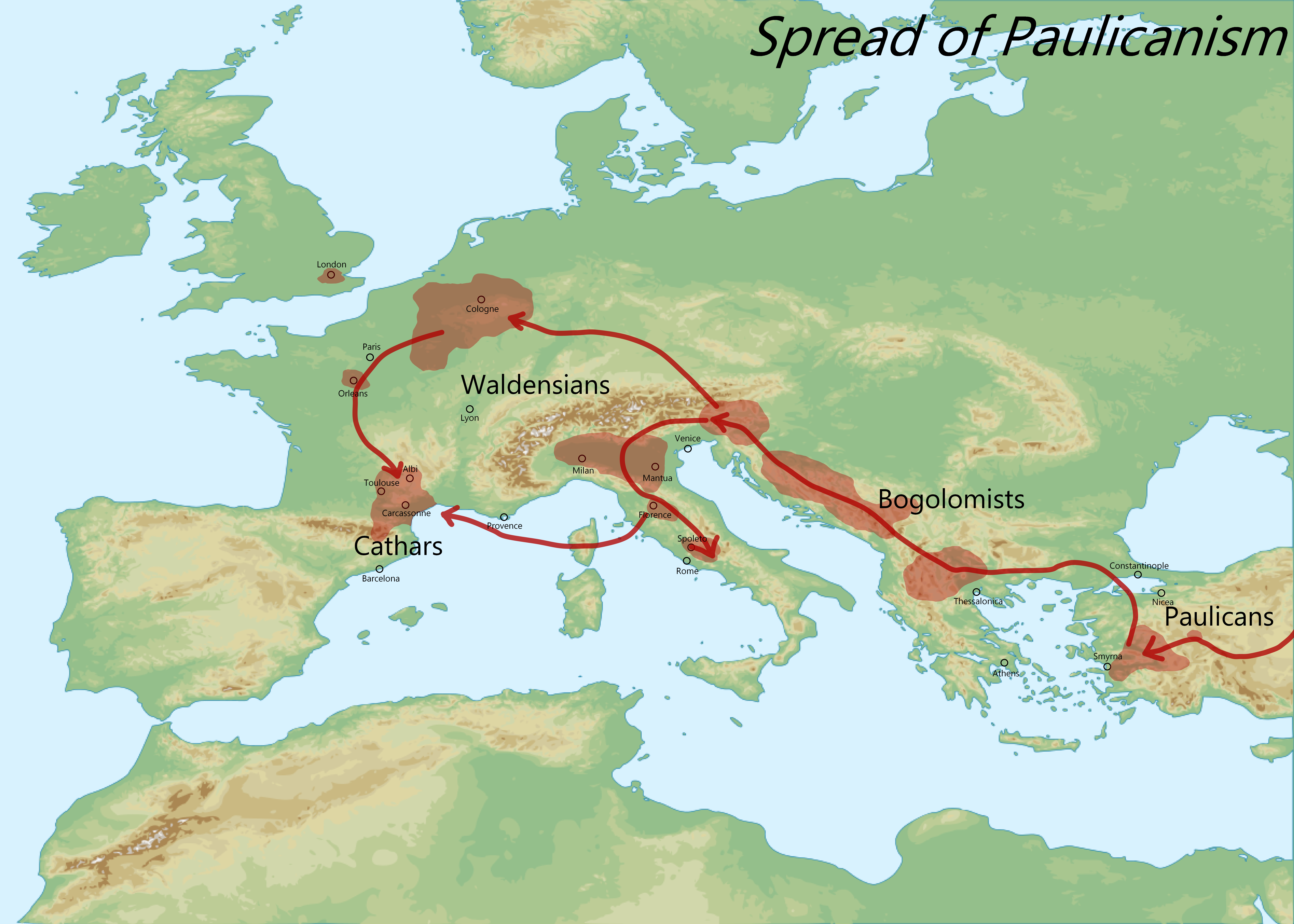
Desenvolupament del paulicianisme, el bogomilisme, el catarisme i de l'església valdesa.

El paulicianisme fou una secta o heretgia cristiana desenvolupada a l'Àsia Menor al segle iii quan Pau de Samòsata el miseriós, va predicar la doctrina adopcionista. Aquestes tesis van trobar ressò a Armènia, on van sorgir característiques pròpies: baptisme a l'aigua, iconoclàstia i concepció adopcionista de la divinitat de Crist (adoptat per Déu a causa dels seus mèrits en el moment de batejar-se). Aviat es van estendre a l'oest cap a terres romanes d'Orient afavorits pels emperadors iconoclastes; quan la iconoclàstia fou eliminada els paulicians van començar a ser perseguits i a mitjan segle ix un cap dels heretges, Sergi, es va aliar amb els àrabs.
Carbees, antic funcionari imperial cap de la guàrdia del magistros militium de l'orient, fugit de la persecució del 843, el pare del qual havia estat empalat pels inquisidors oficials, es va posar al front dels paulicians. Va unir les seves forces a les d'Úmar al-Aqta, l'emir de Melitene i junt amb cinc mil soldats va fundar i fortificar Tefricia, a les muntanyes, on tots els paulicians fugitius se li van unir, i va formar a la zona un verdader estat independent. Van aconseguir moltes victòries, entre elles la batalla de Samòstata però fou derrotat el 863 a la batalla del Lalacaont en la que va morir Úmar al-Aqta. En els mesos següents, els bizantins van envair amb èxit Armènia matant el governador musulmà d'Armènia, l'emir Alí ibn Yahya al-Armaní, així com el líder paulícià Carbees.
El seu successor, Crisocir, però, va continuar mantenint la independència i encara va fer incursions a Efes i Nicea i altres ciutats. Basili I el va derrotar i matar el 871 i va destruir la seva capital poc després.
Molts paulicians van fugir a Armènia (tondrakians) i a Tràcia (on durant segles anteriors s'havien establert molts paulicians i on van derivar en els bogomils). Refugiats a les muntanyes alguns paulicians encara van resistir gairebé un segle.

## Ciutats dels paulicians
S'esmenten nou ciutats en relació al moviments dels paulicians: Armeniakos, Colònia, Antioquia de Psídia, Amòrion, Melitene, Tephrike (Tefrícia), Samòsata (Argaun i Amara a les rodalies) i Mopsuèstia a més d'algun lloc de Tràcia. Melitene, Tephrike (Tefrícia), Samòsata i Mopsuèstia estaven a la frontera amb els àrabs i Koloneia i Amorion en zones subjectes a incursions àrabs.